# Krischan Frehse
Krischan Frehse (* 1978 in Köln) ist ein deutscher Bassist und Songwriter; unter anderem war er Mitglied der Band Heavytones. Seitdem die Heavytones im September 2024 Tv total verlassen haben und  für die Show Du gewinnst hier nicht die Million bei Stefan Raab spielen, verließ Frehse die Band und wechselte zur neu aufgestellten Band Klinke Supreme, welche die neue und aktuelle Showband für Tv total ergeben.

## Leben und Wirken
Frehse erhielt zwischen 1984 und 1994 Klavierunterricht; er war schon früh Teil einer Big-Band und spielte in Theaterproduktionen. 1991 wurde er bei Jugend jazzt als Pianist mit einem Solopreis ausgezeichnet, aber auch mit einer Bigband. 1994 wechselte er als Autodidakt zum Bass, um in verschiedenen Bands als Bassist zu wirken. Auszeichnungen als Bassist bei Jugend jazzt folgten 1997. Nach der Schulzeit studierte er von 1998 bis 2002 Klavier, Bass und Komposition an der Hochschule Arnheim.
Ab 2003 war er als Bassist und Musikproduzent tätig und arbeitete unter anderem mit Juliette Schoppmann, Joy Denalane, Mousse T. und Max Herre. 2002 wurde er für den niederländischen Kunstpreis de Roos-Geesinck-Prijs in der Kategorie Popularmusik nominiert. Dann tourte er mit Marlon Knauer, ab 2007 mit Marla Glen.
Ab März 2012 war er Bassist der Heavytones, mit denen er die Show TV total bis zur Einstellung im Dezember 2015 begleitete. Von 2021 bis 2024 spielte er mit der Band auch in der Neuauflage der Sendung. Mit der Band war er unter anderem Teil von Unser Star für Baku. Seit 2016 trat Frehse nur noch selten mit der Band auf, wie bei der Show Stefan Raab Live! oder dem Free European Song Contest.

Seit 2012 ist er neben Hendrik Smock Teil des Xaver Fischer Trios. Außerdem tourte er bis September 2018 mit Helene Fischer. Er war Teil der Band der von Stefan Raab produzierten Show Täglich frisch geröstet. Ab 2019 gehörte er auch zur Band von Xavier Naidoo. Im Mai 2021 gab er auf Facebook seinen Austritt aus der Xavier-Naidoo-Band bekannt, um sich von dessen Ansichten und Positionen – insbesondere der Leugnung der Corona-Pandemie – zu distanzieren. 
„Xavier's zuletzt der Öffentlichkeit mittgeteilten [sic] Ansichten und Vorstellungen sind [...] zu weit von meinen entfernt, um mit ihm die Bühne zu teilen und dadurch den Eindruck zu vermitteln, diese Vorstellungen seien auch meine. Ich bin also raus.“
Frehse ist verheiratet und hat drei Kinder.  Ende 2021 spielte er in der Sat.1-Show Helene Fischer - Ein Abend im Rausch in der Band der Sängerin.